# Ifikrates
Ifikrates (zm. ok. 353 p.n.e.) – ateński strateg i reformator wojskowy, syn szewca. Jego działalność przypada na pierwszą połowę IV wieku p.n.e. Uzbroił hoplitów w dłuższe niż dotąd włócznie (ok. 3,6 metra), ograniczył natomiast ich uzbrojenie ochronne zmniejszając wymiary tarczy i eliminując z uzbrojenia nagolenniki. Zwiększył również rolę lekkozbrojnej piechoty, peltastów. Brał udział w wojnie korynckiej, pokonał wojska Sparty pod Lechajon i Kremaste. Wraz z oddziałem najemników brał udział w wyprawie króla Persji Artakserksesa II przeciwko Egiptowi, która jednak zakończyła się niepowodzeniem, między innymi z powodu sporu pomiędzy Ifikratesem a perskim dowódcą Farnabazosem. Dowodził również podczas wojny Aten ze sprzymierzeńcami. Krótko po jej zakończeniu zmarł.